# دينا ماي
دينا ماي (بالإنجليزية: Dinah May)‏ هي أمينة سر وعارضة بريطانية، ولدت في 9 سبتمبر 1954.

## وصلات خارجية
- دينا ماي على موقع IMDb (الإنجليزية)